# Taizhou (Jiangsu)
Taizhou (chiń. 泰州; pinyin Tàizhōu) – miasto o statusie prefektury miejskiej we wschodnich Chinach, w prowincji Jiangsu. W 2010 roku liczba mieszkańców miasta wynosiła 614 932. Prefektura miejska w 1999 roku liczyła 5 012 600 mieszkańców.
Taizhou jest rodzinnym miastem Hu Jintao, byłego przewodniczącego Chińskiej Republiki Ludowej.

## Podział administracyjny
Prefektura miejska Taizhou podzielona jest na:
- 3 dzielnice: Gaogang, Hailing, Jiangyan,
- 3 miasta: Jingjiang, Taixing, Xinghua.

## Współpraca
Miejscowości partnerskie:
- Barrie, Kanada
- City of Latrobe, Australia
- Eumseong, Korea Południowa
- Huy, Belgia
- Kotka, Finlandia
- Lower Hutt, Nowa Zelandia
- Newport News, Stany Zjednoczone